# Smart Technologies
SMART Technologies — компания, занимающаяся производством интерактивных продуктов, известная больше всего своими интерактивными сенсорными досками, которые могут быть подключены к компьютеру и видеопроектору. Изображение компьютерного экрана проецируется на доску, работа с программами на которой осуществляется пальцами или пишущим инструментом. Вся работа, произведенная на интерактивной доске SMART Board, является цифровой, её можно сохранить как электронный файл, изменить и использовать в дальнейшем.
Интерактивные доски SMART Board являются ведущими в категории интерактивных досок с долей в 58 % в Соединенных Штатах и 47 % — в общем.
Первая интерактивная доска SMART Board была выпущена в 1991 году. В то время это было единственное устройство на рынке, предоставившее возможность управления компьютерными приложениями касанием и функции письма в стандартных приложениях Microsoft Windows. На это изобретение в Комиссии США по патентам и торговым маркам было получено три патента.
Впоследствии линейка продуктов SMART пополнилась ПО SMART Board, SMART Classroom, интерактивными ЖК-дисплеями SMART Podium и SMART Board (включая систему SMART Room System для Microsoft Lync), интерактивным столом SMART Table, системами оценки знаний SMART Response, облачным сервисом SMART amp.
Всего на сегодняшний день (начало 2014 г.) во всем мире реализовано более 2,6 миллионов интерактивных досок SMART Board, используемых 50 миллионами учеников в 175 странах мира.